# Šen Š’-sing
Šen Š’-sing (čínsky pchin-jinem Shēn Shíxíng, znaky zjednodušené 申时行, tradiční 申時行; 1534–1614) byl čínský politik mingského období. Císař Wan-li ho roku 1578 jmenoval velkým sekretářem, úřad zastával do roku 1591. V letech 1583–1591 neformálně stál v čele mingské vlády jako první velký sekretář.

## Jména
Šen Š’-sing používal zdvořilostní jméno Žu-mo (čínsky pchin-jinem Rǔmò, znaky 汝默) a pseudonym Jao-čchüan (čínsky pchin-jinem Yáoquán, znaky zjednodušené 瑶泉, tradiční 瑤泉), později Siou-siou ťü-š’ (čínsky pchin-jinem Xiūxiū jūshì, znaky 休休居士). Za zásluhy o stát byl poctěn posmrtným jménem Wen-ting (čínsky pchin-jinem Wéndìng, znaky 文定).

## Život
Šen Š’-sing se narodil roku 1534, pocházel z okresu Čang-čou v prefektuře Su-čou v Ťiang-nanu. Studoval konfuciánské klasiky, skládal úřednické zkoušky, roku 1562 složil i jejich nejvyšší stupeň, palácové zkoušky (s mimořádným úspěchem – jako první v pořadí), a získal hodnost ťin-š’. Poté nastoupil do akademie Chan-lin.
V akademii sloužil patnáct let, mimo jiné se podílel na pořádání Pravdivých záznamů vlád císařů Ťia-ťinga (vládl 1521–1567) a Lung-čchinga (vládl 1567–1572). v 70. letech krátce zastával funkci náměstka ministerstva obřadů, poté náměstka ministra státní správy. Roku 1578 ho císař Wan-li jmenoval velkým sekretářem; sekretariát tehdy vedl Čang Ťü-čeng, dalším sekretářem byl Čang S’-wej. Po úmrtí Čang Ťü-čenga (1582) v čele sekretariátu stanul Čang S’-wej, ale už roku 1583 se prvním sekretářem stal Šen Š’-sing. V úřadě zůstal do roku 1591. V letech 1583–1591 v sekretariátu pod vedením Šen Š’-singa sloužili Jü Jou-ting (krátce), Sü Kuo, Wang Si-ťüe a Wang Ťia-ping.
Po smrti Čang Ťü-čenga se císař i opoziční skupiny obávali silného velkého sekretariátu, v následné čistce zlikvidovali Čang Ťü-čengovy straníky, nicméně poté se císař a opozice dostali do sporů a velcí sekretáři v čele se Šen Š’-singem lavírovali mezi císařem a úředníky, vesměs se ale stavěli na stranu císaře. Přitom i v 80. letech přetrvávalo spojenectví mezi velkými sekretáři, vedením ministerstva státní správy a kontrolními úřady, vytvořené ještě Čang Ťü-čengem a podporované císařovou matkou, které dominovalo mingské vládě a potlačovalo opozici. Opozice se proto snažila odcílit nezávislosti ministrů na sekretářích s odůvodněním „návratu ke stavu v počátcích říše“. Uspěla až roku 1590, kdy rezignovali ministr státní správy Jang Wej a vedoucí kontrolního úřadu Wu Š’-laj a zmíněná aliance se rozpadla, když nový ministr státní správy Lu Kuang-cu, byť vybraný za účasti Šen Š’-singa, hájil nezávislost svého úřadu a odmítal si svá rozhodnutí nechat schvalovat v sekretariátu.
Šen Š’-sing byl v mocenských střetech a politických diskuzích člověkem kompromisu, umírněný, oponenty nechával přeložit nebo odvolat, po čase je však často povolával zpět do služby; snažil se vytvořit atmosféru spolupráce. Dobře se doplňoval s Wang Si-ťüem, který byl vznětlivý a k oponentům tvrdý. Šen před kritikou ustupoval, Wang reagoval útočně. Společně tvořili pár „hodného a zlého“. Šengova politika kompromisu nakonec neuspěla a roku 1591 pod tlakem opozičních úředníků rezignoval s tím, že ztratil jejich důvěru svým příklonem k panovníkovi ve sporu o jmenování korunního prince.
Zemřel roku 1614.